# Gaz Mawete
Gael Kapia Mawete, né le 30 septembre 1991 à Kinshasa, connu professionnellement sous le nom de Gaz Mawete est un auteur-compositeur-interprète et danseur congolais. Il est également connu pour sa chanson Olingi Nini qui est devenue virale sur YouTube avec plus de 6 millions de vues après avoir été vainqueur de Vodacom Best of the Best, le plus grand concours de la musique en RDC.

## Jeunesse
Gaz Mawete est né dans une famille de sept personnes dont deux filles et cinq garçons. Il est le plus jeune de sa famille.

## Carrière
Gaz Mawete est candidat à la saison 2 de Vodacom Superstar en 2011. En 2013, il sort son premier single "Tupendana"   suivi de " Chérie a dit " & " Lisolo " qui n'a pas eu un grand succès, c'est en 2014 que sort le titre " etali nga te " & " mukolo Ya Zoba " qui lui ont permis de gagner en confiance et de se lancer dans une carrière solo. Il a également participé à la première audition de The Voice Afrique Francophone en 2016.  Mais cela n'a pas fonctionné pour Gaz car il était toujours éliminé lors de l'audition à l'aveugle. Après l'échec de The voice, l'artiste a équilibré un tube appelé " Pika " qui a eu un grand succès et qui a permis à l'artiste de remporter le concours.
En septembre 2017, Vodacom et Pygma ont l'idée de ressembler à quelques candidats qui sont passés aux éditions précédentes pour une nouvelle édition nommée Vodacom Best of the Best All Star d'où le vainqueur doit signer avec le prestigieux label Bomaye Musik  mais ce n'était pas facile pour Gaz à l'issue de la compétition.
En novembre 2017, Gaz mawete a remporté et a été couronnée meilleure star par Vodacom Best of the Best All Star  en présence de Youssoupha et d'autres superstars. Après un voyage réussi, Gaz mawete signe un contrat avec le label Bomayé Musik.  et publie son premier audio et clip " Paulina " après sa victoire en compétition sur Vodacom Best of the Best All star sous le label Bomaye Musik. Puis Gaz Mawete continue de grandir et publie enfin son deuxième single " Olingi Nini " le 10 août 2018 qui est un énorme succès pour sa carrière, avec plus de 10000 vues sur YouTube en 3 jours qui cumulent plus de 10 millions de vues sur YouTube depuis 2023, le 8 mars 2019, Gaz Mawete publie sa nouvelle chanson intitulée Antidote qui a plus de 3,2 millions de vues, il publie La loi du talion.
Gaz participe à l'album de l'artiste français Dadju sorti en novembre 2019 sur une chanson intitulée Mwasi Ya Congo, Gaz faisait également partie de la réédition de l'artiste camerounais Locko. Gaz donne un concert au Zénith de Paris le 30 octobre avec l'artiste Naza. En 2021, il accompagne l'artiste camerounais Isis Kingue sur son titre Ndolo.
Le 17 novembre 2022, après  5 ans de contrat de production avec Bomaye Musik, Gaz Mawete annonce sur les réseaux sociaux la fin de sa collaboration avec le label qui a produit son premier album Puzzle. 

## Discographie

### Singles
- 2013 : Tupendana
- 2014 : Cheri a dit
- 2017 : Pika
- 2017 : Mukolo ya Zoba (feat. Eric Nice)
- 2017 : Faux petit
- 2017 : Ngebe
- 2018 : Paulina
- 2018 : Olingi nini
- 2018 : Yaka na balabala (feat. Gally garvey)
- 2019 : Antidote
- 2019 : La loi du talion
- 2019 : Game over
- 2019 : Je suis choqué
- 2019 : Nako
- 2019 : Milinga na likolo
- 2020 : kibokolo
- 2020 : C'est Raté (feat. Fally Ipupa)
- 2020 : Zuwa
- 2021 : Bonioma
- 2021 : Maitresse
- 2021 : Tika (feat. Vegedream)
- 2022 : Nani
- 2022 : On y go (feat. Driks)
- 2023 : Dendisa (feat. Niska)

### Collaborations
- 2020 : Mwasi ya Congo (Dadju feat. Gaz Mawete)

- 2022 : Je ne savais pas (Lydol feat. Gaz Mawete)

- 2023 : Linga nga (Singuila feat. Gaz Mawete)
- 2023 : Mi Amor (Remix) (Marioo (en) feat. Gaz Mawete & Jeeba)

## Récompenses et nominations

### Récompenses
- 2020 : Video of the Year (Gaz Mawete feat. Fally Ipupa - C'est Raté) aux Afrimma Awards.

### Nominations
Afrima Awards 2018
- 2018 : Meilleur artiste masculin de l'Afrique centrale - Afrimma[10]
- 2019 : Meilleur nouvel artiste - Afrimma[11]
- 2019 : Meilleur nouvel artiste africain - African Talents Awards[12]
- 2020 : Video of the Year (Gaz Mawete feat. Fally Ipupa - C'est Raté) aux Afrimma Awards.

## Voir également
- Youssoupha
- KeBlack
- Innoss'B
- Naza
- Fally Ipupa
- Dadju